# Fougères
Fougères / Felger là một xã trong tỉnh Ille-et-Vilaine, thuộc vùng hành chính Bretagne của nước Pháp, có dân số là 21779 người (thời điểm 1999).

## Dân số
Người dân ở Fougères được gọi là Fougerais.
| Năm | 1962   | 1968   | 1975   | 1982   | 1990   | 1999   |
| --- | ------ | ------ | ------ | ------ | ------ | ------ |
| Dân số | 24 279 | 26 045 | 26 610 | 24 362 | 22 239 | 21 779 |
| From the year 1962 on: No double counting—residents of multiple communes (e.g. students and military personnel) are counted only once. |        |        |        |        |        |        |